# Сметанино (Тарногський район)
Смета́нино (рос. Сметанино) — присілок у складі Тарногського району Вологодської області, Росія. Входить до складу Забірського сільського поселення.

## Населення
Населення — 22 особи (2010; 31 у 2002).
Національний склад (станом на 2002 рік):
- росіяни — 100 %